# Kostel svatého Michala (Děpoltovice)
Kostel svatého Michaela Archanděla je barokní hřbitovní kostel v obci Děpoltovice v okrese Karlovy Vary stojící severně od nového zámku. Spolu s márnicí a ohradní zdí se dvěma branami je chráněnou kulturní památkou. Kostel náleží pod římskokatolickou farnost Ostrov z karlovarského vikariátu plzeňské diecéze.

## Historie
Hřbitovní kostel svatého Michaela Archanděla v horní části Děpoltovic vznikl v letech 1786–1787 na místě původního renesančního kostela z 16. století. Stavba byla provedena podle plánů stavitele Josefa Seiferta z Karlových Varů. Původní kostel byl jednolodní s rovným závěrem a sedlovou střechou se sanktusníkem na hřebeni střechy. Z něj je zachován zděný objekt sakristie, pod kterou byla hrobka Šliků s cínovou rakví. Základní kámen kostela byl položen 4. dubna 1786. Stavby se zúčastnil také tesařský mistr Martin Höhnel z Ostrova. Stavba byla dokončena v září 1787. Na štítu byla umístěna tabule s chronogramem:
„AeDes MIChaeL VnI eX spIrItIbVs sVperIbVs saCratae“.
Tato tabule je ztracena. Kolem kostela byl zřízen hřbitov ohrazený kamennou zdí. V roce 2009 byl kostel s finanční podporou Karlovarského kraje opraven.

## Popis

### Exteriér
Kostel je jednolodní barokní zděná orientovaná stavba postavena na půdorysu obdélníku (12 × 19,8 m) s odsazeným trojbokým závěrem. Nad lodí je sedlová střecha, nad závěrem je valbová střecha. Na hřebeni střechy nad lodí v blízkosti štítového průčelí je osmiboký sanktusník zastřešený cibulovou střechou. Na jižní straně kostela je původní obdélná sakristie s valbovou střechou krytou plechem. Fasáda je členěna lizénovými rámy. Boční stěny jsou prolomeny třemi obdélnými okny v plochých šambránách s půlkruhovým záklenkem a klenákem ve vrcholu, v závěru jsou dvě obdobná okna. Štítové průčelí je děleno lizénami na tři pole. Ve středním širším rámu v ose je obdélný kamenný portál s klenákem, nad ním je obdélné okno s půlkruhovým zakončením. Volutový trojúhelníkový plochý štít je oddělen obíhající profilovanou korunní římsou. Štít je rozdělen horizontálními římsami na tři části. V nejnižším poli je ležmo slepé oválné okno. Ve střední části jsou umístěny hodiny a v horní je letopočet 1786. Další portál je na pravém boku lodi. Sakristie je členěná lizénovými rámy, profilovanou korunní římsou a třemi obdélníkovými okny rámovanými šambránou s klenákem.

### Interiér
V interiéru jsou stěny lodi mezi okny členěny toskánskými pilastry s úseky kladí, mezi kterými je odlišná tenká římsa. V plochém stropu s fabionem je zrcadlo ve štukovém rámu. V západní části je na dvou vyřezávaných polygonálních sloupech položena kruchta s prohnutým čelem a plnou dřevěnou poprsnicí. Vpravo od hlavního vstupu je bedněné a omítané schodiště, které vede na kruchtu a na půdu. Loď od kněžiště je oddělená stlačeným vítězným obloukem. Kněžiště hluboké 9,6 m je zdobeno koutovými lizénami a tenkou římsou. Je zaklenuto valenou klenbou s výsečemi nad okny. Do valeně klenuté sakristie vede malý obdélný kamenný portál. Ze sakristie vedou skrz zeď schůdky na kazatelnu.
V kněžišti je hlavní dřevěný portálový oltář s iluzorní malbou sloupové výzdoby. Oltář zhotovil v roce 1796 sochař a malíř Wenzel Lorenz z Hroznětína. Socha svatého Michaela archanděla je umístěna ve středové nice oltáře. V roce 1870 byly na oltář přidány boční portály. V kněžišti jsou uloženy boční oltáře, které v roce 1780 opravoval Lorenz Wenzel. Na epištolní straně u vítězného oblouku je umístěn boční oltář Panny Marie Bolestné. Na oltáři je novodobý obraz a drobné sošky. Na evangelijní straně u vítězného oblouku je umístěna kazatelna. V sakristii jsou barokní skříně.
Na kruchtě jsou varhany z roku 1853 vyrobené varhanářem Josefem Schimkem z Plzně a byly opravovány v roce 1911 Josefem Langenauerem.

### Zvon
V sanktusníku je zavěšen zvon, který byl ulit v roce 1576 v dílně zvonaře Gregera Albrechta z Ostrova. Na zvonu, který je vysoký 0,57 m s průměrem 0,62 m, je plastický nápis:„im 1576. yard gos mich Greger Albrecht zu Schlackenwert“

## Ohradní zeď
Hřbitov kolem kostela je ohrazen omítanou zdí z lomového kamene, krytou stříškou z obdélných tašek. Ohradní zeď obíhá čtyřúhelníkový půdorys přerušený štítovým průčelím kostela, k němuž se zeď trychtýřovitě zalamuje. V blízkosti nároží kostela jsou zvýšené brány s rovným zakončením a se vchodovým otvorem s obloukovým záklenkem a dřevěnými vraty.

## Márnice
Márnice je postavena v levém zadním rohu ohradní zdi na půdorysu čtverce. Stanová střecha je kryta obdélnými taškami. Pod střechou obíhá dřevěná korunní římsa. Vchod a boční okénko jsou rámované v hladké bílé šambráně.